# Natuurwetenschappelijke Commissie
De Natuurwetenschappelijke Commissie (NWC) was een van de belangrijkste wetenschappelijke adviesorganen van de Nederlandse rijksoverheid op het gebied van natuurbescherming in de periode tussen 1946 en 1994. Ze vormde een onderdeel van de Natuurbeschermingsraad.

## Voorloper
De commissie werd in 1946 ingesteld, maar kende als voorloper de Commissie van Advies inzake de natuurmonumenten van het Staatsbosbeheer uit 1928. Deze Commissie van Advies werd naar de voorzitter Theodorus Weevers meestal Commissie Weevers genoemd. De Commissie van Advies of Commissie Weevers was opgericht nadat Staatsbosbeheer de taak had gekregen ook natuurbeschermingsbelangen te behartigen, en had als taak deze dienst te adviseren bij het beheer en de aanwijzing van natuurgebieden. In 1933 werd haar taak uitgebreid; de commissie mocht nu ook adviseren bij door de overheid gesubsidieerde ontginningsprojecten. In 1978 vierde de organisatie haar vijftigjarig bestaan.

## Instelling
Na de instelling van de Voorlopige Natuurbeschermingsraad in 1946 werd de commissie onder de naam Natuurwetenschappelijke Commissie als permanente commissie aan deze raad toegevoegd. Nadat de Voorlopige Natuurbeschermingsraad in 1968  zijn definitieve status kreeg, werd deze situatie voortgezet. 
De NWC heeft vooral veel adviezen uitgebracht over het behoud van natuurterreinen bij ruilverkavelingen en landinrichtingsprojecten, veelal met succes.

## Einde
In 1994 bij de overgang van de Natuurbeschermingsraad naar de Raad voor het Natuurbeheer veranderden de naam en de taken van de commissie en bij de instelling van de Raad voor het Landelijk Gebied. In 1997 verdween de commissie ten slotte geheel.